# Castellers de Mont-real
Vous pouvez aider à l'améliorer ou bien discuter des problèmes sur sa page de discussion.
- Il ne cite pas suffisamment ses sources. Vous pouvez indiquer les passages à sourcer avec {{référence nécessaire}} ou {{Référence souhaitée}}, et inclure les références utiles en les liant aux notes de bas de page. (Marqué depuis mai 2025)
- Il ne s’appuie pas, ou pas assez, sur des sources secondaires ou tertiaires. (Marqué depuis mai 2025)

- Archive Wikiwix
- Bing
- Cairn
- DuckDuckGo
- E. Universalis
- Gallica
- Google
- G. Books
- G. News
- G. Scholar
- Persée
- Qwant
- (zh) Baidu
- (ru) Yandex
- (wd) trouver des œuvres sur Wikidata

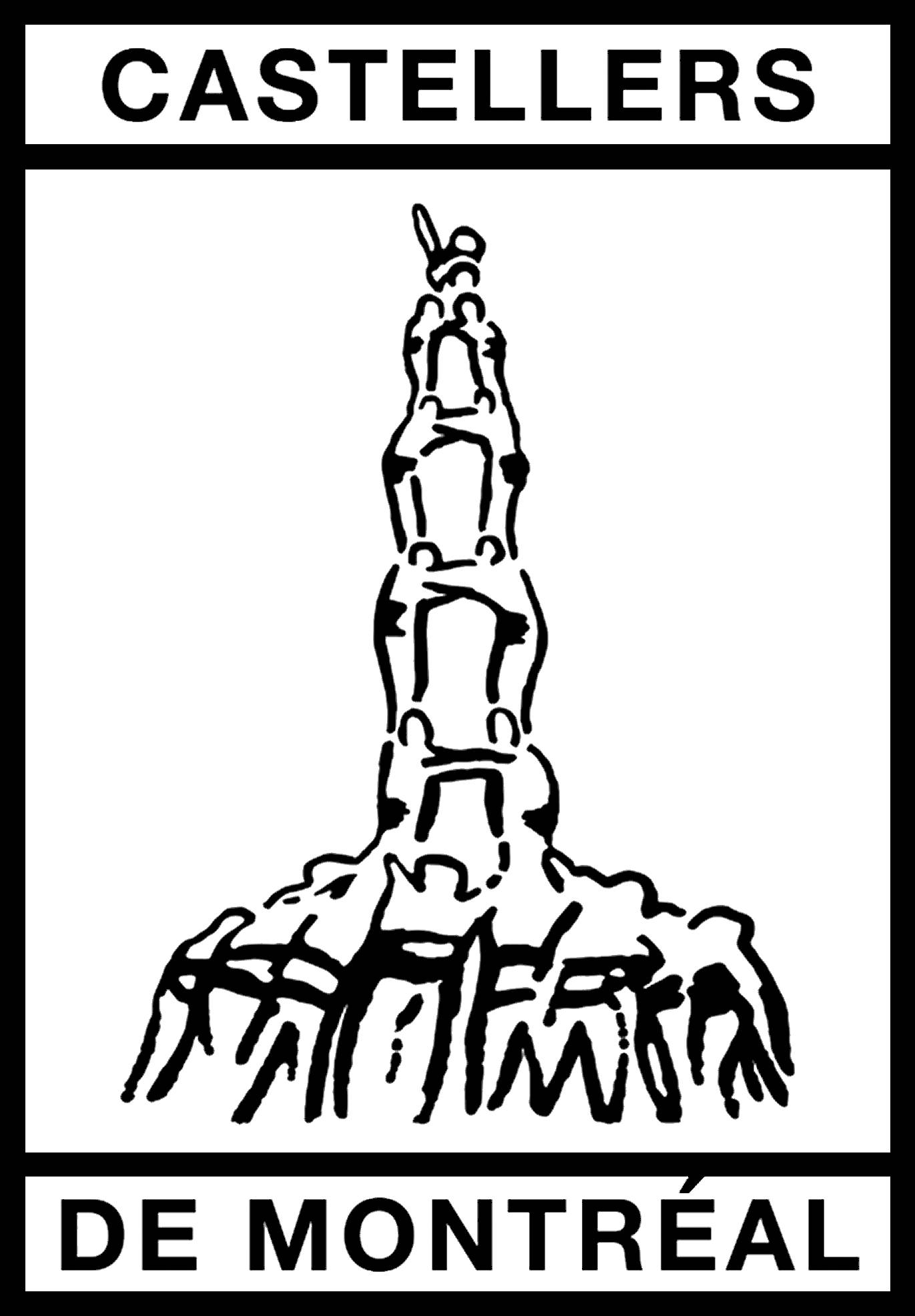
Écusson des Castellers de Montréal

Les Castellers de Montréal constituent une colla castellera (équipe) de « castells » fondé par des Québécois et des Catalans à Montréal (Québec) en 2007. Le groupe a pour objectif de construire des tours humaines et de perpétuer ainsi au Québec une tradition culturelle et sportive catalane, inscrite au patrimoine culturel immatériel de l'humanité de l'UNESCO le 16 novembre 2010.

## Histoire
Les Castellers de Montréal ont été fondés en juillet 2007 par des Québécois et des Catalans installés à Montréal. Selon le premier numéro de la revue catalane Exterior (page 33), il s'agirait de la plus ancienne colla castellera hors de Catalogne. Son objectif premier est d'établir le fait castelier au Québec. Depuis leurs débuts, les Castellers de Montréal bénéficient de l’aide du Cercle culturel catalan du Québec et sont parrainés par les Castellers de la Vila de Gràcia.
En 2010, les Castellers de Montréal ont officiellement intégré les statuts du Cercle culturel catalan du Québec (Casal català del Quebec en catalan) pour en devenir une constituante technique.

## Membres
Jusqu’au début des années 2010, la majorité des Castellers de Montréal étaient des Catalans qui se trouvaient temporairement à Montréal. Depuis lors se sont joints au groupe un grand nombre de personnes d'origines diverses : Québec (notamment), Canada, États-Unis, Mexique, Espagne, Allemagne, Andorre, France, Madagascar, Taïwan, Jordanie, Vietnam, Venezuela, Uruguay, etc. La plupart des Castellers, qu’ils soient adultes ou enfants, ont peu ou pas d’expérience lorsqu’ils rejoignent le groupe. Avant la pandémie de Covid-19, les Castellers de Montréal pouvaient compter environ 50 membres. L'absence de pratiques durant les longs épisodes de restriction a réduit le nombre de membres à une quinzaine. Depuis 2022, les Castellers de Montréal sont en phase de reconstruction et de croissance.

## Castells (tours humaines) achevés
Le groupe a réussi à former les structures suivantes :
- 4 de 6 (avec acotxaneta)
- Pilar de 4
- Pilar de 4 aixecat per sota
- Torre de 5
- 3 de 6 fins a dossos.

## Présence dans les médias
- 3 Rondes, Catalunya Radio
- Au suivant! (ICI Radio-Canada)
- Ara Castells
- Katalonski S1-E4 (TV3)
- Quarts de nou (Le canal 33)
- Rac1
- Revista Castells
- Terços amunt (Radio Gràcia)
- TV2
- Revista Exterior